# Selman Waksman
Selman Abraham Waksman (Nova Priluka, Ucrânia, 22 de julho de 1888 — Woods Hole, Massachusetts, 16 de agosto de 1973) foi um bioquímico ucraniano, naturalizado estadunidense.
Foi agraciado com o Nobel de Fisiologia ou Medicina de 1952, pela descoberta da estreptomicina, o primeiro antibiótico efetivo contra a tuberculose.

## Biografia
Nascido na Ucrânia, naturalizou-se em 1916 e fez carreira na Universidade de Rutgers, em Nova Jersey, onde foi professor e diretor do Instituto Rutgers de Microbiologia.
Especialista em microbiologia do solo, Waksman inspirou-se no descobrimento da penicilina por Alexander Fleming para obter a estreptomicina, primeiro agente específico efetivo no tratamento da tuberculose.
A partir do estudo dos actinomicetos (bactérias filamentosas, similares a fungos) dos solos, Waksman desenvolveu um preparado antibiótico, termo que criou em 1941, capaz de destruir o bacilo da tuberculose, que a penicilina destruía apenas parcialmente.
Na década de 1940, a equipe dirigida por Waksman isolou a actinomicina, letal para o bacilo da tuberculose, embora tóxica para os animais testados. Finalmente, em 1943, Waksman extraiu do actinomiceto Streptomyces griseus a estreptomicina, um antibiótico relativamente inócuo para o homem, de excelentes resultados na luta contra a tuberculose quando combinado com a quimioterapia.
A importância desta descoberta valeu-lhe, em 1952, o Nobel de Fisiologia ou Medicina.

## Publicações
Selman Waksman foi autor ou coautor de mais de 400 artigos científicos, bem como de 28 livros e 14 panfletos científicos.
- Enzymes (1926)
- Humus: origin, chemical composition, and importance in nature (1936, 1938)
- Principles of Soil Microbiology (1938)
- My Life with the Microbes (1954) (uma autobiografia)